# Agnetina immersa
Agnetina immersa är en bäcksländeart som först beskrevs av Mclachlan 1875.  Agnetina immersa ingår i släktet Agnetina och familjen jättebäcksländor. Inga underarter finns listade i Catalogue of Life.